# Municipio de Jackson (condado de Hamilton)
El municipio de Jackson (en inglés: Jackson Township) es un municipio ubicado en el condado de Hamilton en el estado estadounidense de Indiana. En el año 2010 tenía una población de 10368 habitantes y una densidad poblacional de 71,24 personas por km².

## Geografía
El municipio de Jackson se encuentra ubicado en las coordenadas 40°9′21″N 86°3′36″O / 40.15583, -86.06000. Según la Oficina del Censo de los Estados Unidos, el municipio tiene una superficie total de 145.53 km², de la cual 141.99 km² corresponden a tierra firme y (2.43%) 3.53 km² es agua.

## Demografía
Según el censo de 2010, había 10368 personas residiendo en el municipio de Jackson. La densidad de población era de 71,24 hab./km². De los 10368 habitantes, el municipio de Jackson estaba compuesto por el 97.04% blancos, el 0.55% eran afroamericanos, el 0.4% eran amerindios, el 0.45% eran asiáticos, el 0.02% eran isleños del Pacífico, el 0.49% eran de otras razas y el 1.05% pertenecían a dos o más razas. Del total de la población el 1.56% eran hispanos o latinos de cualquier raza.